# Liščí hora
Liščí hora (niem. Fuchsberg, 1363 m n.p.m.) – wzniesienie w Sudetach Zachodnich, w czeskiej części pasma Karkonoszy.

## Położenie
Wzniesienie położone około 3 km na południowy zachód od Pecu pod Sněžkou, w bocznym grzbiecie odchodzącym od Czeskiego Grzbietu w masywie Luční hory. Grzbiet ten nosi nazwę Černohorská hornatina i wchodzi w skład tzw. Grzbietów Południowych (Krkonošské rozsochy).
Jest to jedno z wyższych wzniesień w grzbiecie Liščí hřeben, który przekracza dolną granicę piętra kosodrzewiny (1250 m n.p.m.). Partie szczytowe zajmuje kosodrzewina i wysokogórskie łąki, niższe partie zboczy porośnięte są lasem świerkowym regla górnego. Góra dominująca nad Pecem pod Sněžkou, o kopulastym kształcie z płaskim szczytem, o dość stromych północno-wschodnich i południowo-zachodnich zboczach. Zbocze północno-zachodnie łagodnie schodzi w kierunku szczytu Luční hora, tworząc w grzbiecie Liščí hřeben niewielkie siodło. Południowo-wschodnie zbocze opada stromiej, przez Przełęcz Sokol i  Slatinną stráň  łączy się z Černą horą. Na zboczu tym w dolnej jego części, położone są ośrodki (boudy), trasy i wyciągi narciarskie. Północno-wschodnie zbocze góry jest zboczem lawinowym.

## Ochrona przyrody
Wzniesienie położone jest na obszarze czeskiego Karkonoskiego Parku Narodowego (czes. Krkonošský národní park – KRNAP).

## Turystyka

Niemy znak szczytu

Przez szczyt prowadzi szlak turystyczny.
- czerwony – z Pecu pod Sněžkou od węzła szlaków przy Chata na Rozcestí
- Zbocze góry od strony Pecu pod Sněžkou, jest dobrze zagospodarowane turystycznie jest tu kilka pensjonatów, tras turystycznych, kolejka linowa, tras zjazdowych i wyciągów narciarskich.